# トーカドエナジー
トーカドエナジー株式会社（TOCAD ENERGY CO.,LTD.）は、東京都港区に本社を置く二次電池パックメーカーである。日本・中国・米国に拠点を持ち、白石工場（宮城県白石市）をマザー工場として、グループの設計開発・製造を主導している。

## 沿革
- 1972年1月 - 三洋電機製カドニカ電池の販売代理店として、創業者・藤川勝（現・取締役最高顧問）が、株式会社トーカド（資本金3百万円。現在は閉鎖済）を設立
- 1979年1月 - TOCAD（HONG KONG）LTD. を設立
- 1987年11月 - 米国市場進出の拠点として、TOCAD AMERICA INC. を設立
- 1988年12月 - サンパック株式会社（現・トーカドエナジー）を設立
- 1991年9月 - 株式会社トーカドエンジニアリングの技術開発部門を吸収
- 1992年11月 - 株式会社東北サンパックから東北工場（宮城県白石市和具前）を譲受
- 1994年10月 - TOCAD SUNPAC (HONG KONG) LTD. にて珠海工場（中国）を設立
- 1997年3月 - 国内生産拠点として、工場を買収し、白石工場（宮城県白石市東町）稼動開始
- 1999年
  - 8月 - 白石工場の組電池加工に関して、ISO9001認証を取得
  - 12月 - TOCAD SUNPAK (HONG KONG) LTD. にてISO9001認証を取得
- 2000年
  - 5月 - 白石工場にてISO14001認証を取得
  - 11月 - サンパック株式会社がトーカドエナジー株式会社に社名変更し、株式会社トーカドから営業権及び子会社株式を譲受
- 2001年10月 - 中国珠海にてTOCAD ENERGY (ZHUHAI) CO., LTD. を設立
- 2003年7月 - 本社にてISO14001認証を取得
- 2011年
  - 7月 - TOCAD SUNPAK(HONG KONG)LTD.をTocad Energy(Hong Kong)Ltd.に商号変更
  - 12月 - 白石工場建て替え
- 2015年2月 - 中国深圳工場の生産を終了し、海外生産を珠海工場に集約
- 2024年12月 - 東京本社を大田区から港区へ移転

## 事業分野
国内外のセルメーカーから調達した素電池（セル）の評価・選定及び、バッテリーマネジメントシステムを含む電池パック全体とその周辺機器（充電器・電源）の設計開発・生産・販売を行う電池・電子デバイス事業を主としている。
主に民生機器向けの小型電池パック、動力・蓄電向けの中大型電池パックを取り扱う。

## 拠点

### 国内拠点
- 本社
- 白石工場
- 大阪営業所

### 海外拠点
- Tocad Energy (Hong Kong) Limited.
- TOCAD AMERICA INC.
- TOCAD ENERGY (ZHUHAI) CO., LTD．